# La Pasión de Cristo en la Nueva Jerusalén

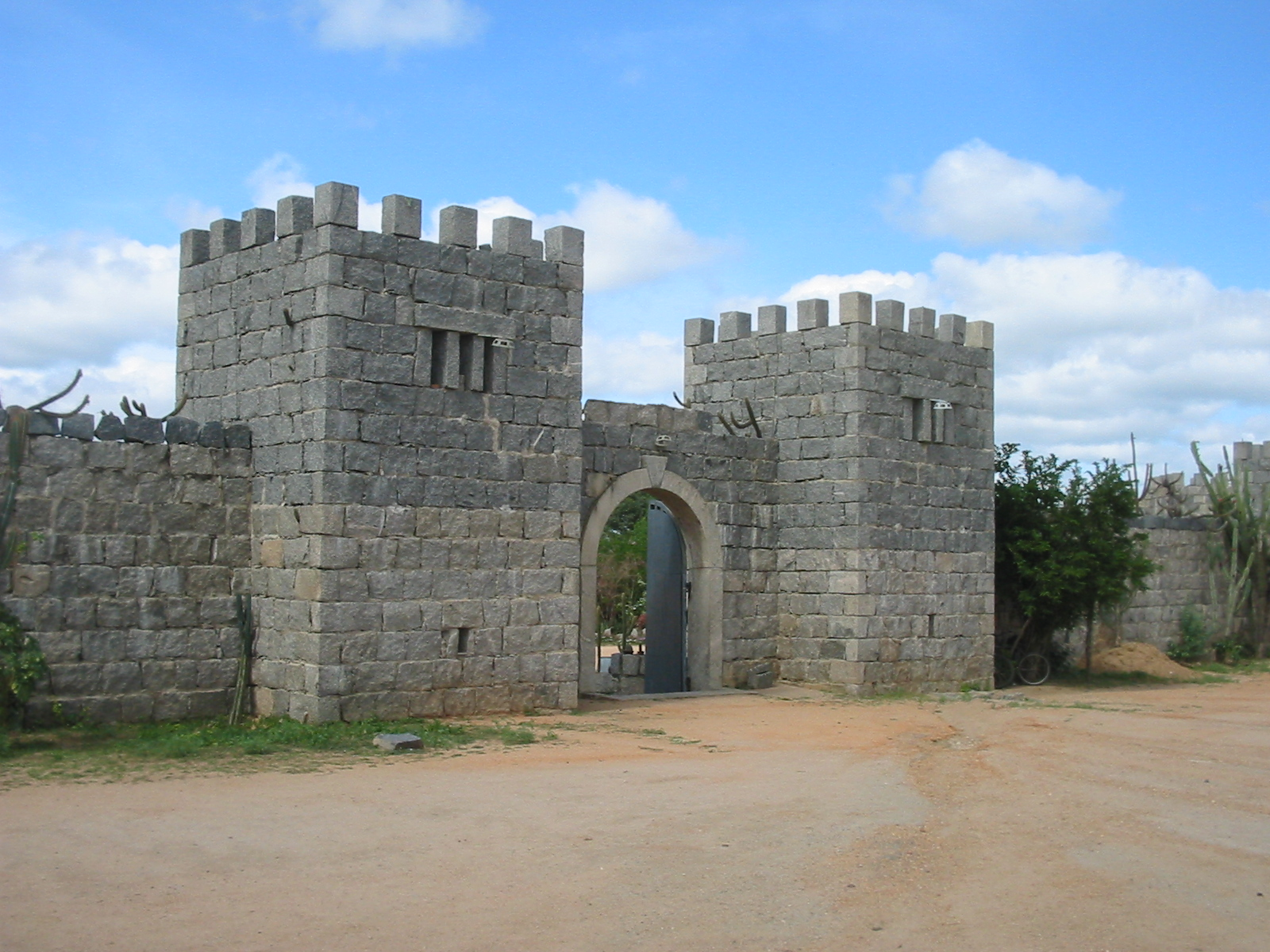
El teatro Nueva Jerusalén

La pasión de Cristo en la Nueva Jerusalén es una obra brasileña escrita por Plínio Pacheco en 1956, sobre la base de la pasión se celebra cada año durante la Semana Santa en el Brejo da Madre de Deus. La obra se pone en escena tradicionalmente al aire libre y se celebra los últimos pasos de Jesús en la tierra, y ha acumulado más de 2,5 millones de personas. Las presentaciones se hacen con actores y actrices de la Rede Globo.